# Pernecká Malina
Pernecká Malina je potok v Záhoří, na území okresu Malacky. Je to levostranný přítok Maliny, má délku 10,824 km, plochu povodí 42,457 km² a je vodním tokem IV. řádu.

## Pramen
Pramení v Malých Karpatech, v podcelku Pezinské Karpaty, v části Kuchynská hornatina, na severozápadním svahu Červeného kopčeka (551 m n. m.) v nadmořské výšce kolem 448 m n. m.

## Popis toku
Od pramene teče nejprve na severozápad, vstupuje do Borské nížiny, do podcelku Podmalokarpatská sníženina a stáčí se na západ. Zprava se do něj vlévá přítok z podhůří Malých Karpat a následně významnější levostranný Furtský potok (207,2 m n. m.). Pokračuje v blízkosti osady Nový Dvor, vstupuje na území VVP Záhoří a podtéká letovou dráhu vojenského letiště Kuchyňa. Stáčí se na severozápad, zleva se do něj vlévá Pernecký potok, pokračuje oblastí borových lesů a napájí Prvý rybník. Dále se koryto výrazně vlní, až po vtok do Druhého rybníka, do kterého zprava ústí Kuchynská Malina. Odtud pak teče víceméně na sever a v nadmořské výšce okolo 182,5 m n. m. ústí do Tretího rybníka, vybudovaného na Malině.